# Turup Sogn
Turup Sogn er et sogn i Assens Provsti (Fyens Stift).
I 1555 blev Turup Sogn anneks til Søby Sogn. Begge sogne hørte til Båg Herred i Odense Amt. Søby-Turup sognekommune blev ved kommunalreformen i 1970 indlemmet i Assens Kommune.
I Turup Sogn ligger Turup Kirke.
I sognet findes følgende autoriserede stednavne:
- Blangstrup (bebyggelse, ejerlav)
- Hesle (bebyggelse, ejerlav)
- Hunkebjerg (bebyggelse)
- Kællingtofte (bebyggelse)
- Lillemose (bebyggelse)
- Mygindlund (bebyggelse)
- Ravndal (bebyggelse)
- Småbjerg (bebyggelse)
- Syrehuse (bebyggelse)
- Sømarkshuse (bebyggelse)
- Trashuse (bebyggelse)
- Turup (bebyggelse, ejerlav)
- Viesø (bebyggelse)
- Øjehuse (bebyggelse)